# Leptocneria reducta
Espèce
Leptocneria reducta est une espèce de lépidoptères (papillons) de la famille des Erebidae et de la sous-famille des Lymantriinae.
Elle vit dans toute l'Australie, sauf en Tasmanie.

## Description
L'envergure des ailes est d'environ 45 mm pour les femelles et 35 mm pour les mâles.

## Biologie
Les chenilles se nourrissent sur Melia azedarach.
Elles vivent en communauté. Elles sortent de leurs cachettes dans la soirée et essaiment sur le tronc et les branches pour atteindre les feuilles qu'elles mangent. Elles se nourrissent ainsi jusqu'à ce que l'arbre ait perdu toutes ses feuilles. À ce moment-là, elles commencent à chercher un nouvel hôte et, parfois, envahissent des bâtiments dans leur recherche.
Les chenilles sont couvertes de poils, ce qui induit une réaction allergique (urticaire) chez certaines personnes.

## Galerie

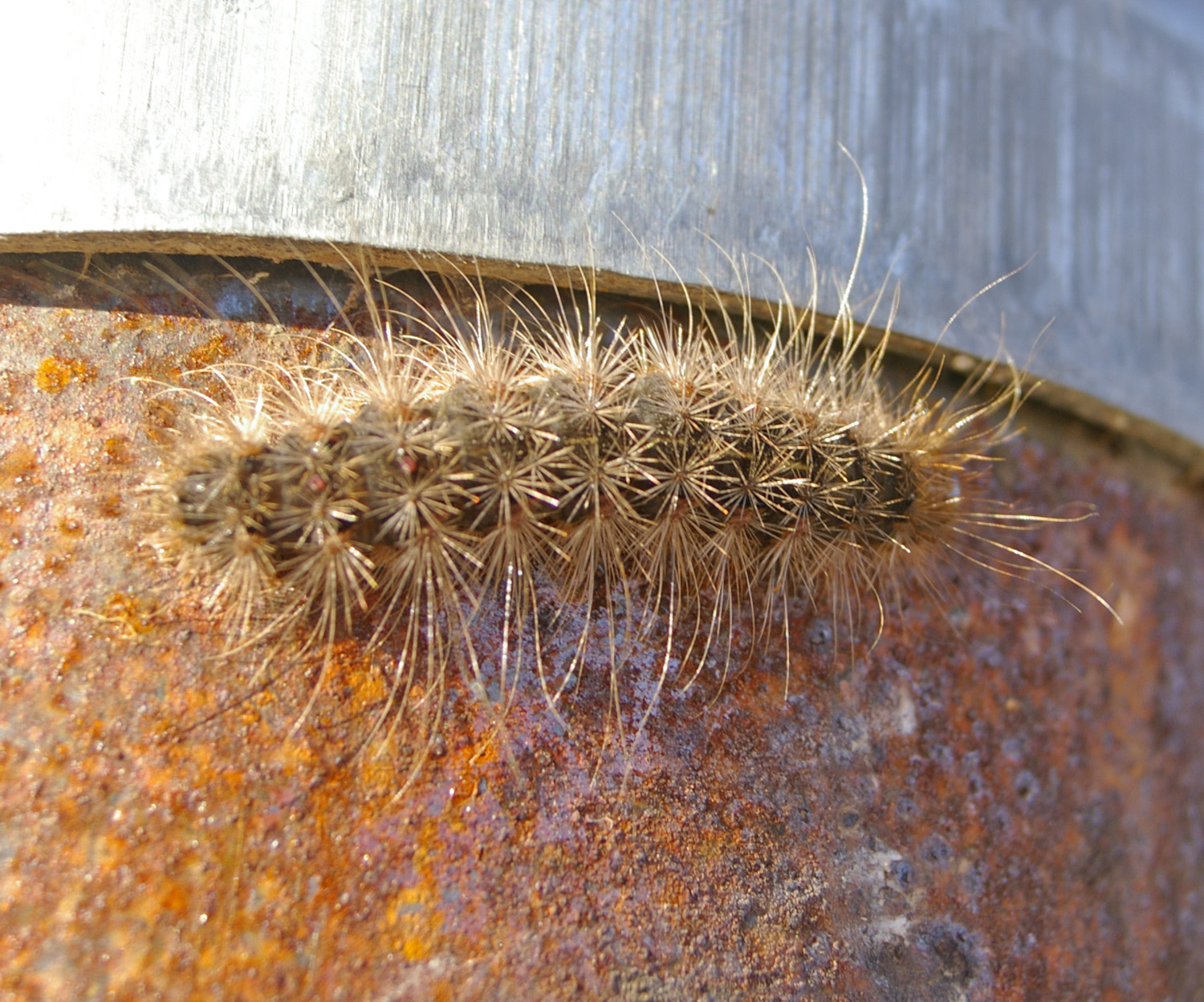
Chenille
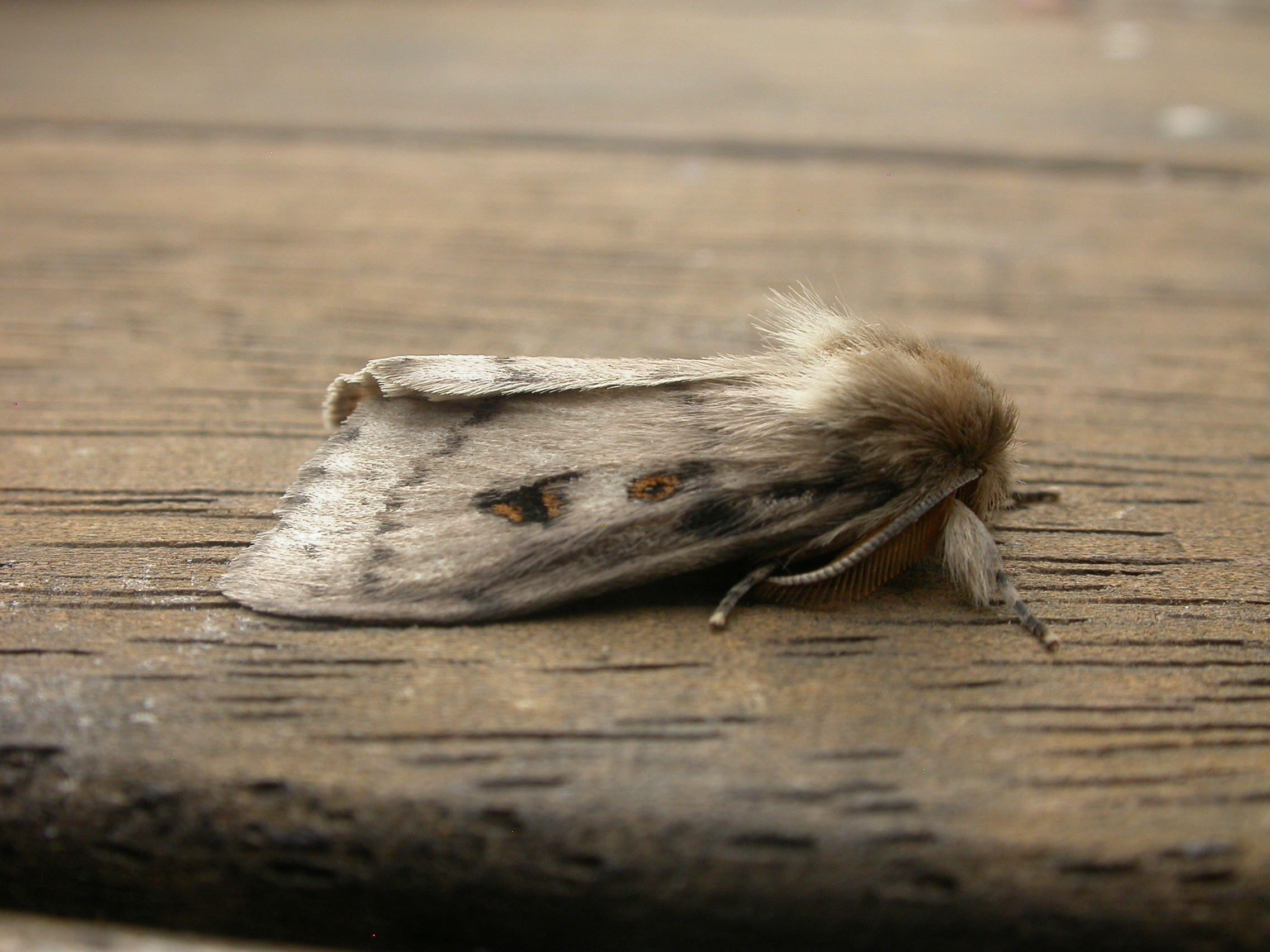
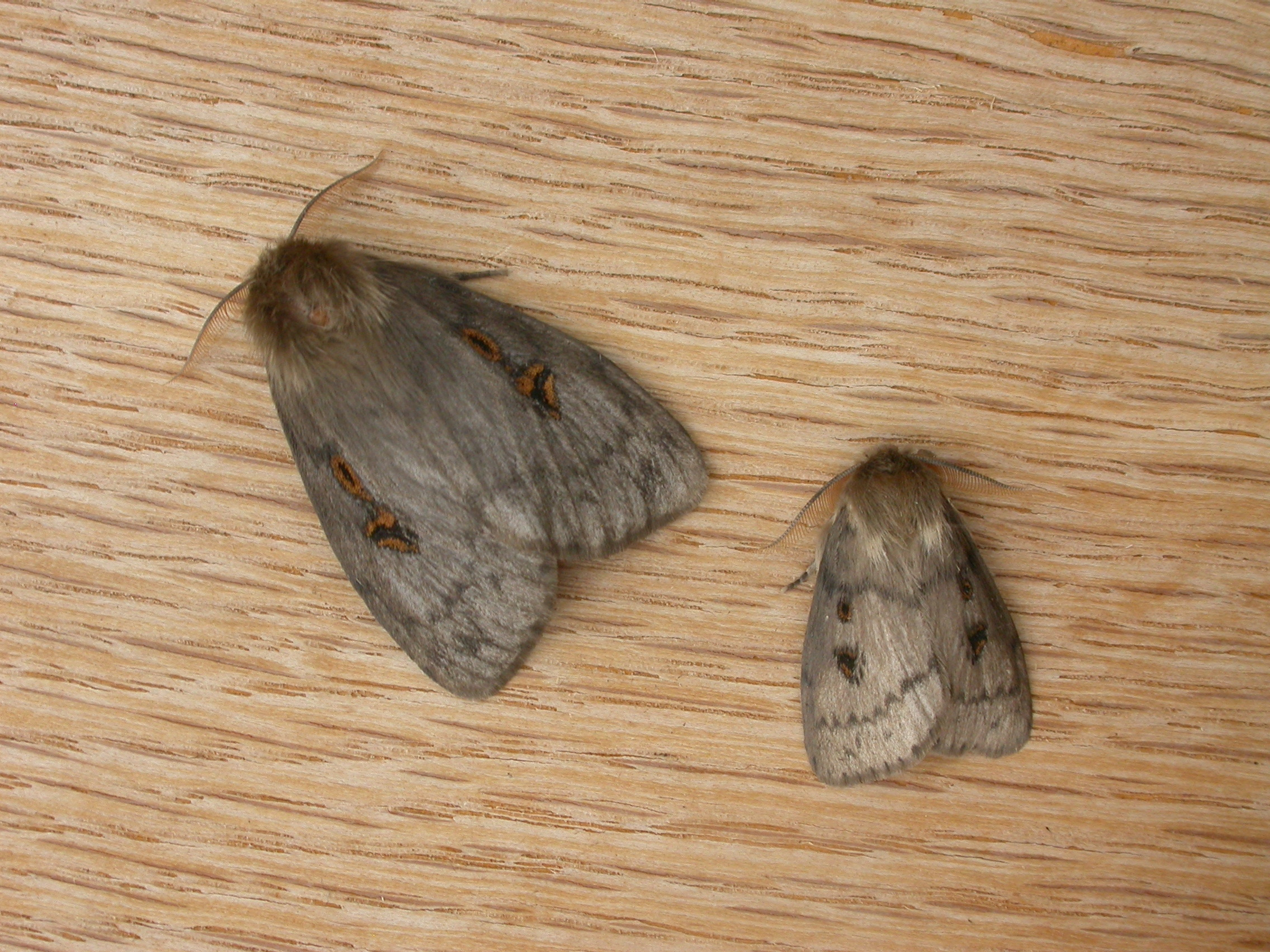
Femelle (G) et mâle (D)